# Türingiai Konrád
Türingiai Konrád (?, 1206 – Róma, 1240. július 24.) A Német Lovagrend 5. nagymestere 1239 nyarától. Salzai Hermannt követte. Bátyja Lajos, Türingia őrgrófja, akinek felesége Árpád-házi Szent Erzsébet, II. András magyar király lánya, aki kiüldözte 1225-ben a lovagrendet Erdélyből.

A német lovagok egyik serege vezetésével harcolt a tatárok ellen az 1241-es legnicai (liegnitzi) csatában a sziléziai, lengyel, cseh sereg oldalán, ahol vereséget szenvedtek és maga is megsebesült.